# Felipe dos Santos
Felipe dos Santos (Brasil, 30 de julio de 1994) es un atleta brasileño especializado en la prueba de octatlón, en la que consiguió ser medallista de bronce mundial juvenil en 2011.

## Carrera deportiva
En el Campeonato Mundial Juvenil de Atletismo de 2011 ganó la medalla de bronce en la competición de octatlón, logrando un total de 5966 puntos que fue su mejor marca personal, tras el australiano Jake Stein (oro con 6491 puntos que fue récord mundial juvenil) y el sueco Fredrick Ekholm.